# Kamila Szczawińska
 (août 2018).
Kamila Szczawińska (née le 20 septembre 1984 à Poznań) est un mannequin polonais.

## Biographie

### Premières années
Elle a passé une partie de sa vie à Rożnowice et Jaracz. Elle est diplômée d'une école primaire de Parkowo.

### Carrière
Elle a commencé son travail de mannequinat en 2001 pour l'une des agences de mannequins à Poznań. Au départ, elle a participé à des défilés de mode à Okrąglak et à la foire de mode de Poznań. Lors d'un des spectacles à Poznań, Kamila a été repérée par un agent de l'une des agences Milan et l'a persuadée de partir. Là, elle s'est rapidement impliquée dans des spectacles de créateurs célèbres tels que: Valentino, Giorgio Armani et Gucci,. Plus tard, elle a signé un autre contrat à Paris, où elle a travaillé pour des marques telles que: Chanel, Yves Saint Laurent, Christian Dior et Gucci. Puis elle s'est retrouvée à New York, où elle a fait la promotion de maisons de mode, notamment: Emanuel Ungaro, Marc Jacobs, Ralph Lauren, Sonia Rykiel, Rocco Barocco, Viktor & Rolf, Christian Lacroix, Elie Saab, John Galliano et Kenzo. Elle était la muse de Roberto Cavallego. En 2007, elle est apparue pour la dernière fois sur le podium mondial dans un spectacle Stella McCartney.
De 2007 à 2013, elle a suspendu des carrières internationales pour sa vie familiale. Pendant ce temps, elle a participé sporadiquement à des spectacles de créateurs de mode polonais, telles que: Dawid Woliński et Małgorzata Baczyńska. À partir de 2014, elle a recommencé à apparaître sur les podiums européens. Elle a signé un contrat renouvelé avec une agence à Milan. Elle a déjà eu des défilés de mode pour les marques Deni Cler, Klif et La Mania. Du 6 au 27 mars 2015, elle a participé à la troisième édition du programme Dancing with the Stars: Taniec z gwiazdami diffusé par Polsat. Son partenaire de danse était Robert Kochanek, avec qui elle a quitté le quatrième épisode, prenant la neuvième place. Du 23 février au 8 mars 2016, elle a participé au programme Agent - Gwiazdy sur TVN. Elle a plus tard disparu dans le troisième épisode.
Le 23 novembre 2016, elle a publié son livre de recettes intitulé Kuchnia dla całej rodziny (Cuisine pour toute la famille), publiée par Edipresse Books.

### Vie privée
Le 13 juin 2009, elle s'est mariée. Elle a deux enfants, son fils Julek et sa fille Kalina.